# Diplazium apicisorum
Diplazium apicisorum là một loài dương xỉ trong họ Athyriaceae. Loài này được Panigrahi & Sarn.Singh mô tả khoa học đầu tiên năm 2005.
Danh pháp khoa học của loài này chưa được làm sáng tỏ. 